# Memecylon macrodendron
Memecylon macrodendron är en tvåhjärtbladig växtart som beskrevs av Ernest Friedrich Gilg och Adolf Engler. Memecylon macrodendron ingår i släktet Memecylon och familjen Melastomataceae. Inga underarter finns listade i Catalogue of Life.